# Конституційна відповідальність
Конституці́йно-правова́ відповіда́льність —вид юридичної відповідальності, що передбачений нормами конституційного права. Має політико-правовий характер, іноді перетинається з політичною відповідальністю.

## Аспекти поняття
Виділяють два аспекти конституційно-правової
відповідальності:

### Позитивний
Суб'єктами є всі суб'єкти конституційно-правових відносин, проявляється у сумлінному ставленні суб'єктів до реалізації своїх конституційних обов'язків, ефективне їх виконання. Колосова Н. М.
Окрім того позитивну відповідальність пов'язують з
підзвітністю, наявністю компетенції у певній сфері.

### Негативний
Полягає у застосуванні спеціальних заходів впливу внаслідок неналежної поведінки суб'єктів
конституційного права.
Розрізняють два значення негативної конституційно-правової відповідальності:
- Широке значення — охоплює власне конституційну відповідальність у вузькому сенсі, адміністративну, кримінальну відповідальність за порушення норм конституційного права
- Вузьке значення — вид юридичної відповідальності, передбачений нормами конституційного права. Має специфічні коло суб'єктів, механізм реалізації, санкції.

Нормативною підставою конституційно-правової відповідальності в Україні є Конституція та значна кількість інших нормативно-правових актів, які регулюють окремі її елементи та переважно закріплюють конкретні види конституційних правопорушень.
Фактичною підставою її настання виступає порушення приписів конституційного законодавства.

## Суб'єкти конституційно-правової  відповідальності
1) держава (ч.2 ст. 3. Конституції, в статті зазначено, що «держава відповідає перед людиною за
свою діяльність. Утвердження і забезпечення прав і свобод людини є головним
обов'язком держави»);
2) органи державної влади;
3) органи місцевого
самоврядування;
4) громадські об'єднання: політичні партії і громадські організації;
5) посадові особи — депутати;
6) фізичні особи: громадяни України, іноземні громадяни та особи без громадянства.

## Суб'єктами притягнення до відповідальності виступають
1) парламент;
2) Конституційний Суд;
3) президент;
4) територіальна громада (виборці).
Прикладами заходів конституційно-правової відповідальності виступають, наприклад, імпічмент президента, розпуск парламенту, висловлення недовіри та відставка уряду, відставка окремих міністрів, висловлення недовіри депутатам та їх відкликання виборцями, визнання неконституційними актів чи  окремих їх частин, призупинення актів виконавчих органів влади та інші.